# هولیس (آرکانزاس)
هولیس (به انگلیسی: Hollis) یک منطقهٔ مسکونی در ایالات متحده آمریکا است که در آرکانزاس واقع شده‌است. هولیس ۱۵۰٫۸۸ متر بالاتر از سطح دریا واقع شده‌است.